# El Cazador de la Bruja
El Cazador de La Bruja (エル・カザド, Eru Kazado) é uma série de anime dirigida por Kōichi Mashimo, lançado em 2 de abril de 2007, do estúdio Bee Train; foi transmitido pela TV Tokyo em abril até setembro de 2007. O anime é classifiado como Meninas com Armas, e foi o último da Bee Train por essa parte.
Também existe o mangá de Hirose Shū com muitas mudanças em relação ao anime, além de ter o gênero ecchi adicionado à história. O anime foi licenciado nos Estados Unidos pela Funimation Entertainment.

## Trama
Após o assassinato do professor Schneider, um físico, seu sujeito experimental mais importante, a garota Ellis, desaparece. Nadie, uma caçadora de recompensas agressiva, tem a tarefa de proteger Ellis, que sofre de amnésia. Porém, acontece que quando está em perigo, Ellis libera poderes sobrenaturais que podem destruir objetos, iniciar incêndios e também matar pessoas. Mesmo assim, a cartomante com quem ela encontrou abrigo é morta. A cliente de Nadie, Jody Hayward, conhecida como Blue Eyes, trabalha para o Dr. Rosenberg, chefe do projeto secreto Leviathan, no qual o professor Schneider também trabalhou. Agora Rosenberg quer observar Ellis e conta com L.A., que é obcecado por Ellis. Jody contratou Nadie sem o conhecimento de Rosenberg.

## Personagens

### Ellis
Ellis (エリス Erisu), nascida em 2 de abril, é a menina proucurada por ser suspeita da morte do físico Heinz Schneider. Ela segue para o sul para buscar a verdade sobre o incidente, bem como para encontrar sua cidade natal; com base nas vagas memórias que ela guarda e nos conselhos de uma velha cartomante. Ao morrer em uma emboscada, a menina inicia sua jornada junto com Nadie e uma pedra misteriosa vão em direção a um vale chamado "Wiñay Marka". Em ocasiões perigosas ela usa magia inconscientemente, já que é uma Bruxa Artificial, resultado de moléculas de bruxas antigas. A princípio ele parece muito inocente, já que há muito tempo não tinha contato com o mundo, mas depois se torna uma pessoa bastante habilidosa e mais madura. Ela está apaixonada por Ninguém, a quem obedece e sempre escuta dizendo "Sim, senhor!"
Ela veste um vestido amarelo sem alças, com colete jeans, usa longas meias brancas e botas, e é loira de olhos roxos.

### Nadie
Nadie (ナディ Nadi) É heroína e uma poderosa caçadora de recompensas, uma linda garota esbelta com cabelos ruivos e pele cor de trigo, uma otimista direta, mas gentil, e bastante humana. Ele costuma usar uma capa com cores étnicas e tem um passado trágico em que sua aldeia foi destruída quando ele era criança.  A arma é uma pistola automática Colt calibre 45 e o mantra é “Se você tiver alguma última palavra, por favor, diga-a”. Fui traída por um homem, então não confio no amor.
inicialmente contratado por Cang Tong para proteger Alice, Cang Tong mais tarde quis rescindir o contrato e estava disposto a pagar o dobro da indenização, mas Nadi recusou. Siga os impulsos de Alice e siga para o sul, protegendo-a o tempo todo.
Certa vez, ela estabeleceu um recorde de ser chamada de "não sexy o suficiente" por gangsters da máfia, mas na verdade ela tem uma boa figura. Após o incidente, os dois continuaram sua jornada sem fim com Alice.

### Jody "Blue-Eyes" Hayward
Jody Heyward (ジョディ"ブルーアイズ"ヘイワード, Jodi "Burūaizu" Heiwādo), ela aparece pela primeira vez como funcionária de escritório na Agência Central de Inteligência, onde tem a tarefa de observar Rosenberg e descobrir informações sobre o Projeto LEVIATHAN. Depois de descobrir a verdadeira natureza do projeto, ela quebra seu disfarce e é designada para trabalhar mais diretamente para atrapalhar os planos de Rosenberg. A partir daí, ela solta o cabelo e só é chamada pelo codinome "Olhos Azuis".